# Birinci Divizionu 2008/09
Die Birinci Divizionu 2008/09 war die 17. Spielzeit der zweithöchsten Fußball-Spielklasse Aserbaidschans. Sie begann am 6. September 2008 und endete am 3. Mai 2009.

## Modus
Die acht Mannschaften spielten an 28 Spieltagen jeweils vier Mal gegeneinander. In dieser Saison gab es keinen Aufsteiger.

## Vereine
| Verein                  | Stadt      |
| ----------------------- | ---------- |
| ABN Bərdə               | Bǝrdǝ      |
| FK Şahdağ-Samur         | Qusar      |
| ANŞAD-Petrol Neftçala   | Neftçala   |
| FK Energetik Mingəçevir | Mingəçevir |
| FK Qafqaz Universiteti  | Baku       |
| FK Adliyya Baku         | Baku       |
| FK Göyəzən Qazax        | Qazax      |
| FK Spartak Quba         | Quba       |

## Abschlusstabelle
| Pl. | Verein                     | Sp. | S  | U | N  | Tore    | Diff. | Punkte |
| --- | -------------------------- | --- | -- | - | -- | ------- | ----- | ------ |
| 1.  | ABN Bərdə (A)              | 28  | 15 | 6 | 7  | 046:390 | +7    | 51     |
| 2.  | FK Şahdağ-Samur (N)        | 28  | 14 | 9 | 5  | 048:290 | +19   | 51     |
| 3.  | ANŞAD-Petrol Neftçala      | 28  | 15 | 6 | 7  | 050:310 | +19   | 51     |
| 4.  | FK Energetik Mingəçevir    | 28  | 14 | 8 | 6  | 051:290 | +22   | 50     |
| 5.  | FK Qafqaz Universiteti (N) | 28  | 10 | 7 | 11 | 041:430 | −2    | 37     |
| 6.  | FK Adliyya Baku            | 28  | 10 | 5 | 13 | 047:450 | +2    | 35     |
| 7.  | FK Göyəzən Qazax (N)       | 28  | 6  | 4 | 18 | 029:560 | −27   | 22     |
| 8.  | FK Spartak Quba            | 28  | 3  | 5 | 20 | 020:690 | −49   | 14     |

Platzierungskriterien: 1. Punkte – 2. Direkter Vergleich (Punkte, Tordifferenz, geschossene Tore) – 3. Tordifferenz – 4. geschossene Tore

| (A) | Absteiger aus der Premyer Liqası 2007/08 |
| (N) | Neuling                                  |